# جائزة بلجيكا الكبرى 1977
جائزة بلجيكا الكبرى 1977 هو سباق فورمولا 1 أقيم بتاريخ 5 يونيو 1977. كان السابع من أصل 17 في بطولة العالم لسباقات الفورمولا واحد موسم 1977.

## وصلات خارجية
- الموقع الرسمي